# Alex Hunter
Alex Hunter is een personage en protagonist in de FIFA-gameseries gemaakt door EA Sports. Hij werd in FIFA 17 geïntroduceerd als de hoofdrolspeler van de nieuwe verhaalmodus voor een speler, "The Journey".

## Achtergrond
Alex Hunter werd geboren in Clapham in Londen, en speelde zijn jeugdvoetbal op Clapham Common met zijn toenmalig beste vriend Gareth Walker. Hunter is multiraciaal, met een blanke vader en een zwarte moeder. Zijn grootvader, Jim Hunter, was een voormalig speler die 22 doelpunten maakte in het seizoen 1968/69. Alex' vader, Harold Hunter, was ook een voetballer in zijn jeugd, maar zijn carrière werd afgebroken vanwege een blessure. Zijn moeder, Catherine Hunter, werkt als ontwerper.

## Spelerscarrière

### Clubcarrière
In elk seizoen van The Journey speelt hij bij een andere club, waarbij de speler soms de keuze heeft om te bepalen bij welke club de personage zou moeten uitkomen.

### Erelijst
| Prijs                 | Jaar |
| --------------------- | ---- |
| Premier League        | 2017 |
| The Emirates FA Cup   | 2017 |
| MLS Cup               | 2017 |
| La Liga Santander*    | 2018 |
| Copa del Rey*         | 2018 |
| Bundesliga*           | 2018 |
| DFB-Pokal*            | 2018 |
| Ligue 1 Conforama*    | 2018 |
| Coupe Nationale*      | 2018 |
| UEFA Champions League | 2019 |

* Ligt eraan welk team de speler kiest.

## Verschijningen
De personage wordt gespeeld door acteur Adetomiwa Edun, die de stem en beweging vastlegde voor het personage. Alex Hunter komt voor in de volgende spellen:
| Verhaal                     | Spel    |
| --------------------------- | ------- |
| The Journey                 | FIFA 17 |
| The Journey: Hunter Returns | FIFA 18 |
| The Journey: Champions      | FIFA 19 |
| Volta                       | FIFA 20 |